# فرنتس هگدوش
فرنتس هِگِدوش (مجاری: Ferenc Hegedűs؛ زادهٔ ۱۴ سپتامبر ۱۹۵۹) ورزشکار شمشیربازی اهل مجارستان است.
وی در مسابقات کشوری و بین‌المللی در مجموع برندهٔ ۱ مدال نقره شده‌است.